# Gerdi E. Lipschutz
Gerdi E. Lipschutz (geboren als Gerdi Laemle 30. April 1923 in Hagenbach; gestorben 19. November 2010 in Sarasota) war eine US-amerikanische Politikerin.

## Leben
Gerdi Laemle besuchte die Volksschule in Hagenbach. Sie emigrierte 1937 in die USA. Sie absolvierte eine Ausbildung zur zahnärztlichen Laborantin. 1952 heiratete sie Sam Lipschutz, sie hatten zwei Kinder. Sie war aktiv in gemeinnützigen jüdischen Organisationen und Vorsitzende der zionistischen Frauenorganisation Hadassah in der Gemeinde Rockaway in Queens, New York City. 
Sie engagierte sich in der Demokratischen Partei und wurde Bezirksleiterin in Queens. 1976 wurde sie bei einer Nachwahl in die State Assembly des US-Bundesstaates New York für den Bezirk Queens gewählt. Bei den folgenden Wahlen wurde sie für die jeweils zweijährige Wahlperiode regelmäßig wiedergewählt. Im Jahr 1977 war sie außerdem demokratische Kandidatin für die Wahl zum Senat von New York.
Im Jahr 1987 kam es zu einem politischen Eklat, als Beschuldigungen erhoben wurden, dass zwei ihrer Parlamentsassistenten, die aus staatlichen Mitteln finanziert wurden, nicht für sie, sondern für das Parteibüro der Demokraten in Queens arbeiteten. Als sich abzeichnete, dass die Ethikkommission der State Assembly ihr eine Rüge aussprechen würde, kam Lipschutz dem zuvor und trat von ihrem Abgeordnetenmandat zurück.  